# New Hope Club
New Hope Club è un trio pop britannico formatosi nel 2015. Il trio è composto da Reece Bibby, Blake Richardson e George Smith.

## Storia del gruppo
George Smith e Blake Richardson formarono il gruppo sotto il nome di New Hope Club nell'ottobre 2015. Reece Bibby prese parte all'undicesima stagione di The X Factor nel Regno Unito nel 2014 come membro della band Stereo Kicks, arrivando quinto. Lasciò in seguito la boy band nel luglio 2015 ed entrò a far parte dei New Hope Club nel novembre dello stesso anno. Bibby è originario del Lancashire,Richardson è originario dei sobborghi di Manchester mentre Smith è originario della contea del Bedfordshire.
Il gruppo ha acquistato notorietà tramite il canale YouTube dove, a partire dal 2015, pubblicano cover di canzoni di altri artisti. 
Nell'ottobre del 2015 il gruppo partecipa alle riprese del video musicale del singolo Wake up dei The Vamps.
Nel maggio 2017 il gruppo pubblica il suo primo EP dal nome: "Welcome To The Club", contenente 4 canzoni originali tra cui il brano Fixed che ha ricevuto più di un milione di stream su Spotify.
Nel dicembre 2017 viene rilasciato un singolo natalizio: Whoever He Is.
Nel 2018 il gruppo rilascia due singoli: Start Over Again e Medicine  che precedono il primo album in studio in uscita tra la fine del 2018 e l'inizio del 2019.
Il gruppo ha aperto i concerti del gruppo The Vamps sia nel tour di Sud America Oceania e Asia tra settembre e ottobre 2017 che nel tour in Europa e Regno Unito, aprirà anche i concerti dello UK Tour del 2019.
Nel novembre del 2019 è uscito su YouTube il videoclip della canzone "Know me too well", duettato con Danna Paola, cantante e attrice messicana, che ha raggiunto più di 3,7 milioni di visualizzazioni.
Nel gennaio 2020 sono stati pubblicati:
- il singolo "Let me down slow" ft R3HAB e il suo rispettivo video musicale ambientato in Giappone;
- il singolo "Let me down slow" nella versione originale, senza la collaborazione con R3HAB e il suo rispettivo video musicale.

Il 14 febbraio 2020 il gruppo pubblica il suo primo album intitolato "New Hope Club", il quale occuperà il 5º posto nelle charts inglesi degli "album più venduti della settimana".
Ad aprile 2020 viene lanciato dalla band il nuovo singolo Worse di cui, giorno 24 aprile, è stato pubblicato il video musicale diretto da Bailee Madison e avente molti guest actors tra cui Maddie Ziegler e il cast della serie Disney "I maghi di Waverly". Il video mostra i tre cantanti fare una sorta di viaggio nel tempo esibendosi negli anni sessanta, settanta, ottanta e novanta, con costumi e scenografie tipiche dell'epoca. 

## Formazione
- Reece Bibby - voce, chitarra, basso, tamburi, ukulele
- George Smith - voce, chitarra, piano
- Blake Richardson - voce, chitarra

## Discografia

### EP
- 2017 – Welcome to the Club
- 2018 – Welcome To The Club (Pt.2)

### Album
- 2020 - New Hope Club

## Singoli
- Whoever He Is
- Start Over Again
- Medicine
- Permission
- Fixed
- Karma
- Crazy
- Permission
- Love Again
- Know me too well ft Danna Paola
- Let me down slow ft R3HAB
- Let me down slow
- Worse